# Piazza Ferdinando Fuga
Piazza Ferdinando Fuga, detta popolarmente piazzetta Fuga per le sue modeste dimensioni e chiamata durante il periodo fascista piazza Franco Belfiore per ricordare un giovane fascista caduto in uno scontro con gli arditi nel 1921, è una piazza di Napoli situata nel quartiere Vomero. È dedicata all'architetto che realizzò a Napoli molte delle sue opere principali, tra cui la chiesa dei Girolamini e il Real Albergo dei Poveri.

## Storia e descrizione
La piazza è a pianta triangolare e in essa confluiscono via Cimarosa e via Lordi. In essa troviamo tre importanti edifici: la stazione della funicolare Centrale progettata dal Nervi e dal Mellucci, Palazzo Avena e l'ingresso di Villa Haas (Villa Palazzolo).

## Trasporti
La piazza è raggiungibile tramite la Funicolare Centrale, di cui costituisce il capolinea.
Sul lato ovest la piazza è collegata con via Morghen dalle scale di via Cimarosa, dotate nel 2002 di scale mobili urbane realizzate dal Comune e gestite da ANM.